# Senius und Aschius

Wappen der Stadt Siena

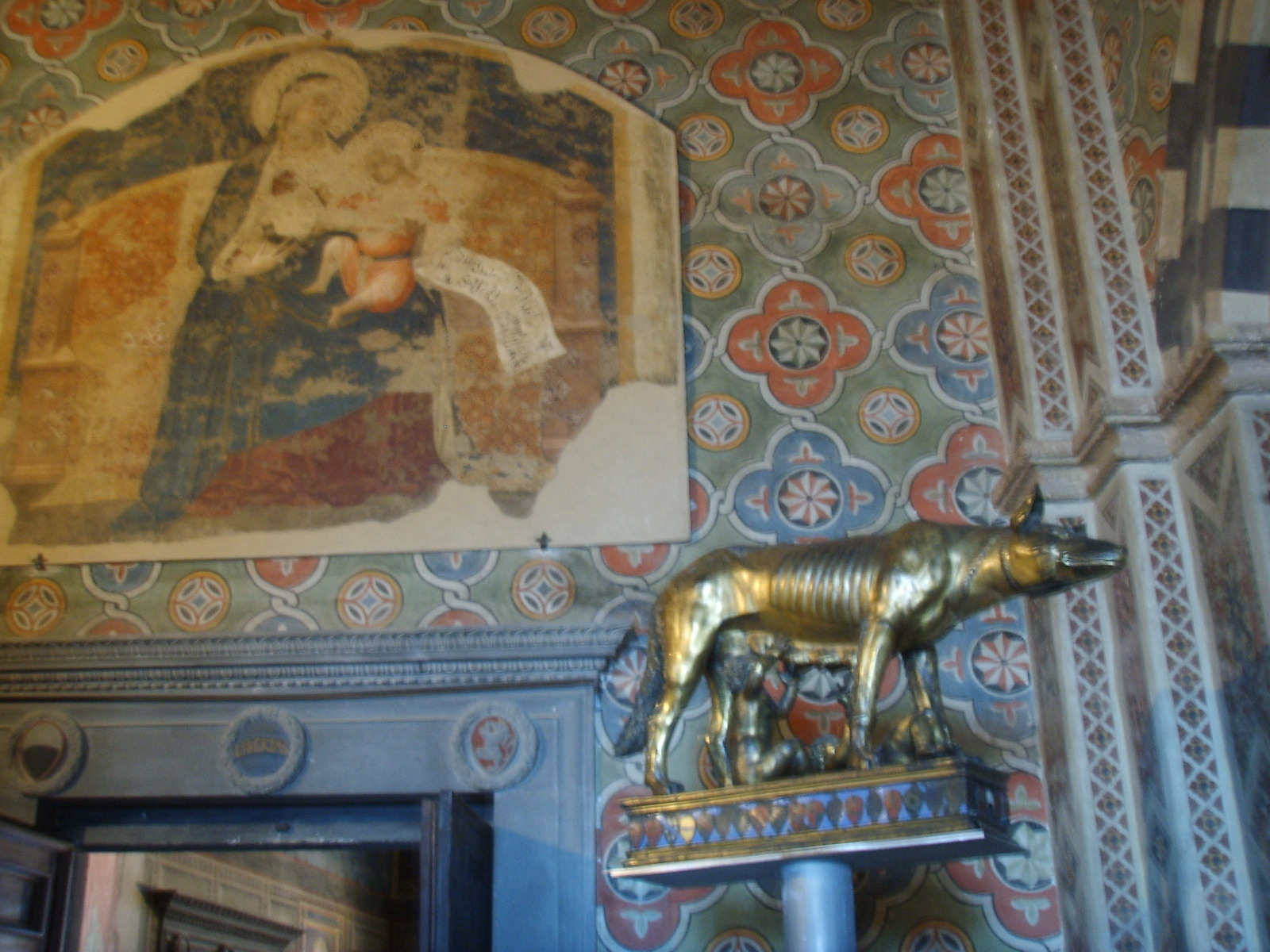
Wölfin im Palazzo Pubblico, Siena

Senius und Aschius sind die zwei legendären Gründer der italienischen Stadt Siena. Sie waren in der mittelalterlichen, nicht auf antiken Vorlagen beruhenden Tradition der Stadt Brüder und die Söhne von Remus und Neffen von Romulus. Romulus und Remus wiederum sind die legendären Stadtgründer von Rom.
Einer Legende nach, die sich in Siena entwickelt hat und die nicht vor dem 16. Jahrhundert dokumentiert worden ist, waren Senius und sein Bruder Aschius zur Flucht gezwungen worden, nachdem ihr Vater Remus von seinem Bruder Romulus nach der Gründung von Rom ermordet worden war. Bei ihrer Flucht ritten sie auf einem weißen und einem schwarzen Pferd. Der Legende nach erhielt in Anlehnung daran das Stadtwappen von Siena die Farben schwarz und weiß. Nach ihrer Flucht gründeten die beiden die Stadt Siena. Die Stadt wurde nach Senius benannt.
Einige Erzählungen berichten, dass die Brüder von den Göttern auf ihrer Flucht beschützt worden seien, indem sie tagsüber in eine weiße und nachts in eine dunkle Wolke gehüllt wurden. Es wird auch berichtet, dass die Brüder die Statue der Kapitolinischen Wölfin aus dem Apollo-Tempel in Rom gestohlen hätten.
Die Porta Camollia in der Stadtmauer von Siena wurde nach einem Gesandten oder Soldaten benannt, der die Brüder angeblich nach Rom zurücklocken sollte, sich aber stattdessen entschied, in der Stadt Siena zu bleiben.
Eine wichtige Bedeutung dieser Gründungslegende ist, dass sie der Stadt Siena eine vornehme und traditionsreiche Entstehungsgeschichte verlieh, ähnlich wie es auch der Gründungsmythos um Romulus und Remus auch für Rom bewirkt hat. Dies war insbesondere im Rahmen der Rivalitäten der vielen italienischen Stadtstaaten in der Frühen Neuzeit wichtig.

## Bemerkungen und Einzelnachweise
1. ↑  Carrie E. Benes: Urban legends: Civic identity and the classical past in northern Italy, 1250–1350. Pennsylvania State University Press, University Park 2011, ISBN 978-0-271-03765-3, S. 89–90 (books.google.de).
2. ↑  John T. Paoletti, Gary M. Radke: Siena: City of the Virgin. In: Art in Renaissance Italy. Laurence King Publishing, London 2005, ISBN 1-85669-439-9, S. 99 (books.google.de).